# 荒木平三郞
荒木 平三郞（あらき へいさぶろう、生年不明 - 1910年〈明治43年〉2月20日）は、日本の実業家。荒木合名会社業務担当社員。合資会社境商船廻漕店有限責任社員。境商工会会長。境貿易社長。境水産監査役。

## 人物
鳥取県西伯郡境町（現・境港市）出身。荒木徳三郎の弟。荒木市次郎の叔父。金銭貸付業、肥料商を営む。1910年2月20日に死亡する。相続人は荒木重造である。